# Gabi Garcia
Gabrielle Lemos Garcia (Porto Alegre, Río Grande del Sur; 17 de noviembre de 1985) es una artista marcial mixta brasileña y competidora de jiu-jitsu brasileña.

## Primeros años
Durante su adolescencia practicó voleibol, balonmano y hockey sobre hierba. A los 13 años, su familia se trasladó a São Paulo. A esa edad, su tío la ayudó a iniciarse en el jiu-jitsu. Antes de dedicarse a tiempo completo a la carrera de jiu-jitsu, Garcia estaba en el último año de la carrera universitaria de publicidad.

## Jiu Jitsu y grappling
Garcia entrenó en São Paulo con Fabio Gurgel, en el equipo Alliance, donde ha conseguido cuatro campeonatos del Abu Dhabi Combat Club y nueve campeonatos del mundo de Jiu-Jitsu.
Los resultados de Garcia en los Campeonatos del Mundo de Jiu-Jitsu de la IBJJF de 2013 fueron automáticamente descalificados al dar positivo por el fármaco para la fertilidad Clomifeno, que está en la lista de prohibidos de la USADA. Después de una revisión del caso, fue declarada inocente, no se le impuso ninguna suspensión y siguió siendo elegible para competir.
En 2019,  se convirtió en la primera mujer en ganar cuatro medallas de oro ADCC con una sumisión en la final contra Carina Santi.
En 2021, después de una pelea de WNO contra Nathiely De Jesus, Garcia convocó un combate entre ella y Gordon Ryan. El medallista de ADCC Craig Jones aceptó verbalmente competir contra ella en un combate intergénero, el combate aún no se ha reservado oficialmente para ninguna promoción.
En los Campeonatos del Mundo IBJJF de 2021, fue sometida por primera vez en la historia de su carrera competitiva en cinturón negro por Yara Soares y se retiró de la competición IBJJF a la conclusión de la competición.
A continuación, fue invitada a competir de nuevo en el Campeonato Mundial ADCC 2022 en la división de más de 60 kg. Sometió a Nikki Lloyd-Griffiths en la ronda inicial con una armbar, pero luego perdió ante Amy Campo por puntos en la semifinal. Ganó la medalla de bronce por incomparecencia después de que Kendall Reusing se lesionara en su combate y no pudiera competir.

## Carrera en las MMA
Garcia apareció como entrenador invitado de Wanderlei Silva en The Ultimate Fighter: Brasil 3.
En un momento dado, iba a enfrentarse a Megumi Yabushita en la promoción japonesa Real Fight Championship. Sin embargo, este combate no se celebró. Quedó entonces programada para su debut en la MMA con Jungle Fight en marzo de 2015. Sin embargo, este combate tampoco sucedió.
El 6 de noviembre de 2015, se anunció durante Bellator 145 que Garcia se enfrentaría a la germano-estadounidense Lei'D Tapa para Rizin Fighting Federation el 31 de diciembre de 2015. Ella ganó la pelea vía TKO en la primera ronda.
En su segunda pelea para la promoción, se enfrentó a Anna Malyukova en Rizin Fighting Federation 1 el 17 de abril de 2016. Ella ganó la pelea a través de la sumisión armbar en la segunda ronda.
Para su tercera pelea con Rizin, combatió contra Destanie Yarbrough en Rizin World Grand-Prix 2016: 1ª Ronda el 25 de septiembre de 2016. Ganó el combate por sumisión americana en el primer asalto.
Garcia estaba programada para enfrentarse a Shinobu Kandori en Rizin 4: Rizin Fighting World Grand Prix 2016: Final Round el 31 de diciembre de 2016. Sin embargo, Kandori se retiró del combate debido a una lesión y fue sustituida por Yumiko Hotta. García ganó el combate por TKO en el primer asalto.
Después se enfrentó a la boxeadora rusa Oksana Gagloeva el 30 de julio de 2017 en Rizin 6. El combate terminó en un No Contest debido a un golpe en el ojo que ocurrió a solo catorce segundos de la primera ronda.
Garcia tenía previsto enfrentarse a Shinobu Kandori el 29 de diciembre en el Rizin World Grand Prix 2017: 2nd Round, pero la pelea fue cancelada cuando la brasileña perdió el pesaje por 28 libras.
Más adelante, se enfrentó a Barbara Nepomuceno en Rizin 14 el 31 de diciembre de 2018 en un combate de peso de captura de 226 libras. Ganó la pelea por sumisión en el primer asalto.

## En el shoot boxing
Hizo su debut en el shoot boxing el 7 de julio de 2017, cuando se enfrentó a la nipona Megumi Yabushita en Shoot Boxing Girl's S-Cup 2017. El combate fue declarado No Contest después de golpear dos veces a Yabushita con patadas de fútbol ilegales cuando su oponente cayó al suelo.

## Combates realizados

### Registro en artes marciales mixtas
| Resultado | Récord  | Oponente           | Método                        | Evento                                                     | Fecha                    | Ronda | Tiempo | Localización |
| --------- | ------- | ------------------ | ----------------------------- | ---------------------------------------------------------- | ------------------------ | ----- | ------ | ------------ |
| Victoria  | 6–0 (1) | Barbara Nepomuceno | Sumisión (keylock)            | Rizin 14                                                   | 31 de diciembre de 2018  | 1     | 2:35   | Saitama      |
| Victoria  | 5–0 (1) | Veronika Futina    | Sumisión (rear-naked choke)   | Road FC 047                                                | 12 de mayo de 2018       | 1     | 3:49   | Pekín        |
| NC        | 4–0 (1) | Oksana Gagloeva    | No concluyó (pinchazo en ojo) | Rizin World Grand Prix 2017 Opening Round – Part 1         | 30 de julio de 2017      | 1     | 0:14   | Saitama      |
| Victoria  | 4–0     | Yumiko Hotta       | TKO (puñetazos)               | Rizin 4: Rizin Fighting World Grand Prix 2016: Final Round | 31 de diciembre de 2016  | 1     | 0:41   | Saitama      |
| Victoria  | 3–0     | Destanie Yarbrough | Sumisión (keylock)            | BRizin World Grand-Prix 2016: 1st Round                    | 25 de septiembre de 2016 | 1     | 2:42   | Saitama      |
| Victoria  | 2–0     | Anna Malyukova     | Sumisión (armbar)             | Rizin Fighting Federation 1                                | 17 de abril de 2016      | 2     | 2:04   | Nagoya       |
| Victoria  | 1–0     | Lei'D Tapa         | TKO (puñetazos)               | Rizin Fighting World GP 2015: Iza no Mai                   | 31 de diciembre de 2015  | 1     | 2:36   | Saitama      |